# Grugahalle

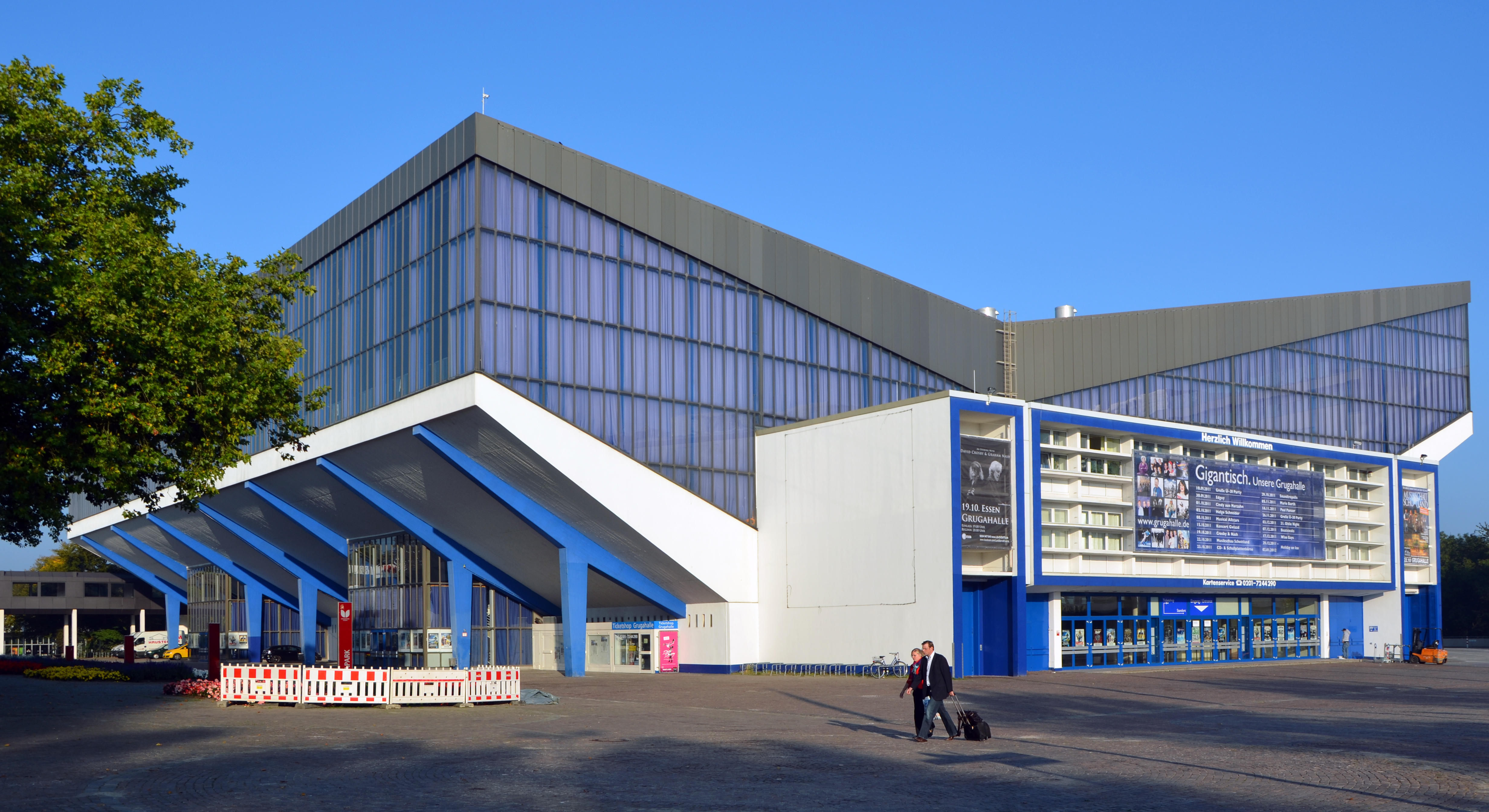
Grugahalle im Jahr 2011

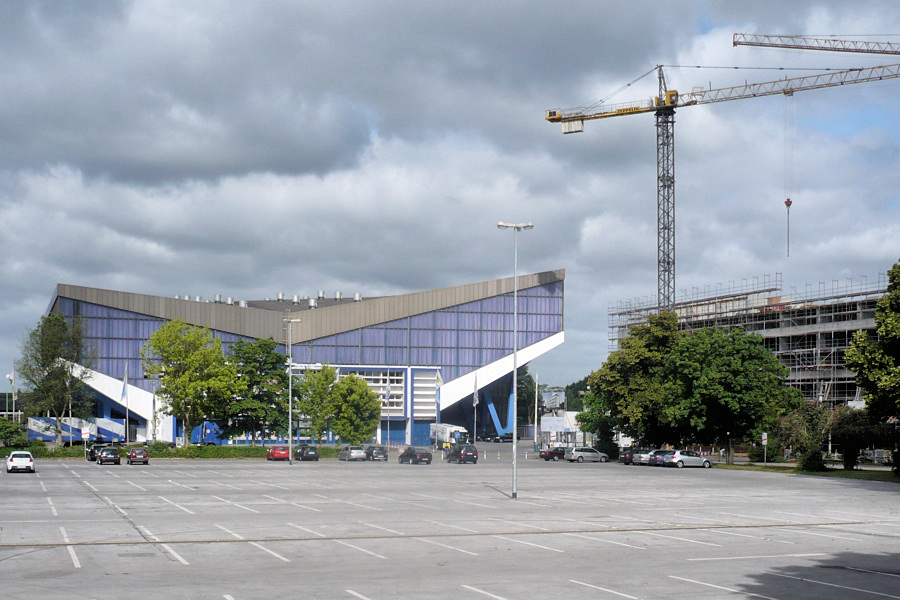
Juni 2009, rechts das im Bau befindliche Messehotel

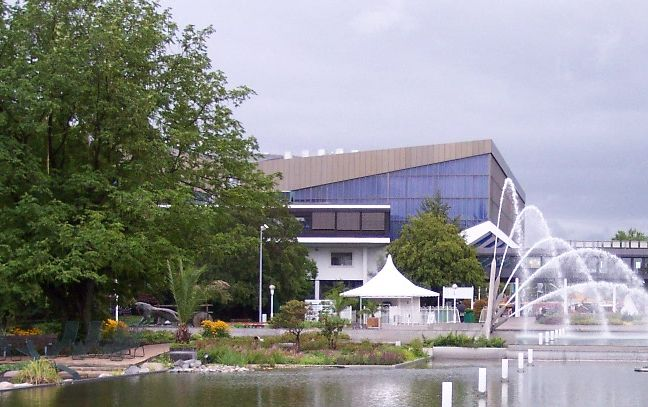
Sicht aus dem Grugapark heraus

Die Grugahalle ist eine 1958 errichtete, multifunktionale Veranstaltungshalle im Essener Stadtteil Rüttenscheid, die bis zu 10.000 Besuchern Platz bietet und am 26. Oktober 2000 unter Denkmalschutz gestellt wurde. Sie gehört zum Gruga-Komplex, zu dem auch der Grugapark, das Grugabad und die Messe Essen gehören. Der Name kommt von der Großen Ruhrländischen Gartenbau-Ausstellung, die 1929 und 1952 stattfand.

## Architektur
Die Grugahalle wurde durch eine Architektengemeinschaft des Hannoveraners Ernst Friedrich Brockmann mit Gerd Lichtenhahn aus Stahl und Beton in der markanten Schmetterlingsform erbaut. Die stählerne Dachkonstruktion überspannt eine freie Fläche von 80 mal 80 Metern. Darunter verfügt die Halle bestuhlt über etwa 7700 Plätze, unbestuhlt über rund 10.000 Plätze. Die eigentliche Halle ist mit Zuschauerraum und Bühne rund 2800 Quadratmeter groß und befindet sich baulich direkt über dem etwa 2600 Quadratmeter großen Foyer. Der umbaute Raum des gesamten Gebäudes umfasst rund 165.000 Kubikmeter.
Zur Errichtung der Halle im Jahr 1958 wurde sie äußerlich in den Essener Stadtfarben gelb (Vorhänge in den Fenstern) und blau (flügelförmige Dachelemente) gestaltet. Das entsprach nicht den Planungen der beiden Architekten, die eine dezente Farbgestaltung favorisierten. Mitte der 1970er Jahre wurde die Grugahalle der gegenüber errichteten Messehalle entsprechend in braunen Tönen umgestaltet. Später kamen blaue Akzente und Vorhänge hinzu.
Im Europäischen Kulturerbejahr 2018 erhielt die Grugahalle die Auszeichnung Big beautiful building. Sie wurde offiziell zur Feierlichkeit ihres 60-jährigen Bestehens am 29. Oktober 2018 verliehen.

### Modernisierung und Planungen
Die äußere Farbgebung passte seit dem Jahr 2017 nicht mehr zum modernen neu errichteten Eingangsbereich der angrenzenden Messe. Im Jahr 2024 erhielt die Grugahalle daher eine dezente metallisch-weiße Farbgebung, die sich an die ursprüngliche von den Architekten angedachte Dezentheit anlehnt und mit dem Denkmalschutz abgestimmt ist. Ebenfalls im Einklang mit dem Denkmalschutz finden seit dem Jahr 2024 einige Baumaßnahmen statt. Im März 2025 wurde die Modernisierung des vorgebauten Foyers und des Kassenbereichs abgeschlossen. Die nächsten Planungen sehen vor, ab dem Jahr 2027 das große Foyer, das sich unter dem Konzertsaal befindet, zu sanieren. Dabei soll die große Theke in der Mitte des Foyers entfernt werden. Danach ist geplant, die darüber befindliche Konzerthalle zu überholen. Da einst jahrzehntelang darin geraucht werden durfte, müssen entsprechende Rückstände an der Hallendecke entfernt werden. Zudem soll der mittige Hallenboden angehoben werden, da er derzeit zwei Stufen tiefer liegt als die Hallenränder.

## Geschichte
Der Rat der Stadt Essen hatte 1955 beschlossen, die Grugahalle auf dem Fundament des Vorgängerbaus zu errichten. Dabei handelte es sich um die im Zweiten Weltkrieg zerstörte Ausstellungshalle V, die 1927 durch den Bauabteilungsleiter der Friedrich Krupp AG in Essen, Josef Rings, erbaut worden war. Diese Halle verfügte über 8000 Quadratmeter, war rund 40 Meter breit, 98 Meter lang und 20 Meter hoch. Als Grund für die Wiederverwendung des Fundamentes wurde der nicht tragfähige Untergrund genannt, der ein mindestens zehn Meter tiefes und damit zu teures neues Fundament gefordert hätte. Lediglich die Ost- und Westanbauten sowie die seitlich aufragenden, asymmetrischen Stahlbetontribünen erhielten neue Fundamente. Mit dem Bau der Grugahalle durch die Stadt Essen als Bauherr wurde im Oktober 1956 begonnen. Daraufhin wurde sie im September 1958 an den damaligen Hallenchef, Heinrich Spies, übergeben, und am 25. Oktober 1958 durch den Essener Oberbürgermeister Wilhelm Nieswandt offiziell eröffnet. 1988, und noch einmal 1995, wurde die Grugahalle modernisiert.
In den 1990er Jahren geriet die Grugahalle in eine Existenzkrise. Obwohl sie bis dahin eine gewisse Geschichte aufweisen konnte und einen international guten Ruf genoss, diskutierte man in Essen über ihren Abriss. Man machte sich Gedanken über ihre Auslastung, als neue Veranstaltungshallen im Umkreis, wie die Kölnarena, die Oberhausen-Arena und neu überdachte Fußballstadien, wie die Veltins-Arena, entstanden. In Kombination mit den Hallen der Messe Essen hatte die Grugahalle jedoch ihre Nische gefunden und ist bis heute in Betrieb.

### Auszug bisheriger Veranstaltungen

#### Musikalische Veranstaltungen
Drei Tage nach Halleneröffnung, am 28. Oktober 1958, spielten Bill Haley and His Comets unter Begleitung von über 200 Polizisten in der Grugahalle. Das Konzert begann mit Jazz von Kurt Edelhagen und seiner Bigband aus Herne, was das auf Rock ’n’ Roll gestimmte Publikum in Unruhe versetzte. Zu dieser Zeit war eine komplette Bestuhlung der Halle ohne Stehplätze Sitte, doch als Bill Haley spielte, standen mehrere Zuschauer auf und begannen zu tanzen. Das versuchte die Polizei jedoch zu verhindern und verwies die Leute zurück auf ihre Plätze. Trotz einiger demolierter Stühle und zerbrochener Scheiben hatte die Grugahalle ihre erste Bewährungsprobe bestanden.
Die ersten Löwen von Radio Luxemburg wurden am 30. April 1959 in der Grugahalle verliehen. in den Folgejahren fand hier die Schlagerparade von Radio Luxemburg statt.
Im April 1959, im Jahr 1960, und zuletzt 1961 fanden die Essener Jazztage in der Grugahalle statt. Dabei traten unter anderem Ella Fitzgerald, Oscar Peterson, Bud Powell, Oscar Pettiford, Kenny Clarke, Coleman Hawkins, das Dave Brubeck Quartet und die Quincy Jones Big Band auf.
Zwischen 1959 und 2019 gastierte zum Ende eines jeden Jahres die Eisrevue Holiday on Ice in der Grugahalle.
Am 12. September 1965 traten die Rolling Stones, damals noch mit Brian Jones, in der Halle auf.
Die US-amerikanische Folk-Sängerin Joan Baez spielte am 9. April 1966. Zwei Monate später, am 25. Juni 1966, gaben hier The Beatles zwei ihrer wenigen Konzerte in Deutschland im Rahmen ihrer Bravo-Beatles-Blitztournee. The Beach Boys traten hier im Oktober 1966 auf.
Im September 1968 fanden im Rahmen der Internationalen Essener Songtage mehrere Konzerte in der Grugahalle statt, mit dabei waren unter anderem Die City Preachers, The Fugs und Julie Felix. Dazu kam der erste Auftritt in Deutschland von Frank Zappa und der Gruppe The Mothers of Invention vor mehr als 13.000 Zuschauern. Ebenfalls im September 1968 traten Tangerine Dream auf. 1969 hatten Fleetwood Mac im Rahmen eines Pop- und Blues-Festivals einen Auftritt.
Im Oktober 1973 traten die Rolling Stones im Rahmen ihrer Europa-Tournee an drei aufeinander folgenden Abenden in der Halle auf. Vom Konzert der Hard-Rock-Band Led Zeppelin im selben Jahr berichteten einige Zeitungen, dass dabei höhere Dezibel-Werte gemessen wurden als beim Starten eines Düsen-Jets.
Bekannt waren die Rockpalastnächte, die von der ARD und dem WDR zwischen dem 23. Juli 1977 und dem 15. März 1986 live in der Sendung Rockpalast in Radio und Fernsehen übertragen wurden. Viele Künstler, die die 1980er Jahre prägten, traten in der Halle auf, darunter auch Paul Simon, Al Jarreau, Depeche Mode, ZZ Top, Metallica, Frankie Goes to Hollywood, Johnny Winter, Santana, Chris de Burgh, Saga, Grateful Dead, The Who, Barclay James Harvest, Gilbert Bécaud und Prince.

#### Comedy-Veranstaltungen
Seit den 2000er und 2010er Jahren wird die Grugahalle zudem vermehrt für Comedy-Veranstaltungen genutzt. Dabei traten unter anderem Helge Schneider, Mario Barth, Carolin Kebekus, Dieter Nuhr, Paul Panzer, Atze Schröder, Otto Waalkes und Kaya Yanar teils mehrfach auf.

#### Sportliche Veranstaltungen
Im Februar 1960 fand das erste Sechstagerennen in der Grugahalle statt.
Vom 10. bis zum 19. September 1971 war die Grugahalle Austragungsort der meisten Spiele der Basketball-Europameisterschaft 1971. Das Finale gewann die Sowjetunion mit 69:64 Punkten gegen Jugoslawien.
Vom 3. bis 5. Oktober 1986 fanden Spiele im Herrentennis des Davis Cups erstmals in Essen statt. Dabei besiegten Boris Becker und Eric Jelen die Mannschaft von Ecuador in der Grugahalle mit 5:0.
Im November 1987 fanden in der Grugahalle die 14. Judo-Weltmeisterschaften statt.
Die beiden Sportvereine TUSEM Essen und SC Phönix Essen trugen von 1970 bis 2005 den Großteil ihrer Heimspiele in der Handball-Bundesliga in der Halle aus.
Bei großen Sportereignissen wie den Fußball-Weltmeisterschaften 2010 und 2014 diente sie dem Public Viewing.

#### Politische Veranstaltungen

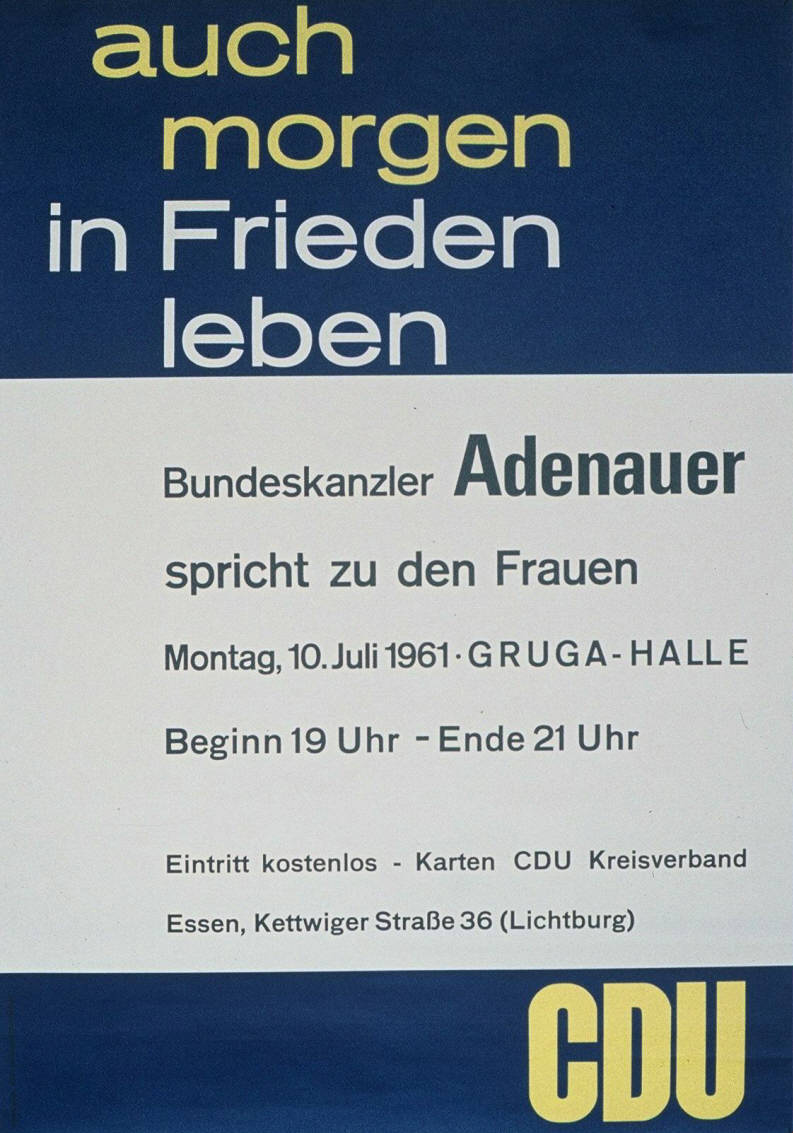
Plakat zur Ansprache von Bundeskanzler Konrad Adenauer in der Grugahalle 1961

Am 5. August 1959 rief die Industriegewerkschaft Bergbau zum Protest gegen die damals im Ruhrgebiet verbreiteten Zechenschließungen auf. Ihr Vorsitzender, Heinrich Gutermuth, sprach dabei in der Grugahalle vor rund 3.000 Kumpel.
Der damalige Bundeskanzler Konrad Adenauer sprach am 10. Juli 1961 in der Grugahalle und warb damit für seine Partei zur 4. Bundestagswahl am 17. September 1961.
Am 2. September 1965 fand der Außerordentlicher FDP-Bundesparteitag 1965 statt, auf dem die Bundestagswahl 1965 vorbereitet wurde.
Der 82. Deutsche Katholikentag fand vom 4. bis 8. September 1968 mit dem ersten Bischof von Essen, Franz Hengsbach, in der Grugahalle statt. Leiter des Organisationskomitees war Hans Kirchhoff, der zudem auch Polizeipräsident war.
Am 12. und 13. April 1969 fand ein DKP-Parteitag in der Grugahalle statt, um besonders im Ruhrgebiet neue Mitglieder zu gewinnen. Zum Auftakt des Bundestagswahlkampfes 1969 kamen auch Willy Brandt und Helmut Schmidt in die Halle, die kurz darauf auch Franz Josef Strauß nutzte.
1994 war die Grugahalle Austragungsort eines EU-Gipfels.
Im April 2000 wurde Angela Merkel auf dem CDU-Parteitag in der Grugahalle zur Parteivorsitzenden gewählt.
Am 4. und 5. Juli 2015 fand ein Außerordentlicher (4.) Bundesparteitag der AfD statt.
Am 6. und 7. Dezember 2016 fand der Parteitag der CDU Deutschlands statt.
Vom 28. bis zum 30. Juni 2024 hielt die AfD in Begleitung großer Proteste ihren 15. Bundesparteitag ab.

#### Weitere Veranstaltungen
Der bekannteste mit der Technik Cinemiracle produzierte Film ist der Dokumentarspielfilm Windjammer (Windjammer: The Voyage of the Christian Radich) aus dem Jahr 1958. Für die deutsche Erstaufführung am 22. Mai 1959 in der Grugahalle wurde hier zeitweise eine Leinwand mit 32 Metern Breite und 17 Metern Höhe installiert, die zu der Zeit größte Leinwand der Welt. Der Film wurde in der Grugahalle 1959, 1962 und 1965 gezeigt und dabei insgesamt von rund 650.000 Zuschauern gesehen.

## Grugahalle heute
Heute wird die Grugahalle unter anderem für Konzerte, Sportveranstaltungen, politische Treffen und Hauptversammlungen großer Konzerne genutzt.